# Верницкио-Мајолонго (Козенца)
Верницкио-Мајолонго је насеље у Италији у округу Козенца, региону Калабрија.
Према процени из 2011. у насељу је живело 98 становника. Насеље се налази на надморској висини од 163 м.